# Larentiinae
A Larentiinae a rovarok (Insecta) osztályának lepkék (Lepidoptera) rendjébe és az araszolók (Geometridae) családjába tartozó alcsalád.

## Rendszerezés
Az alcsaládba az alábbi nemzetségek tartoznak:
- Asthenini
- Cataclysmiini
- Chesiadini
- Cidariini
- Dyspteridini
- Erateinini
- Eudulini
- Euphyiini
- Eupitheciini
- Hydriomenini
- Larentiini
- Lythriini
- Melanthiini
- Operophterini
- Perizomini
- Phileremini
- Rheumapterini
- Scotopterygini
- Solitaneini
- Stamnodini
- Trichopterygini
- Triphosini
- Xanthorhoini

### Besorolatlan nemek
- Amygdaloptera
- Anchiphyllia
- Aslihana
- Ecpetala
- Hagnagora
- Phyllia